# ジロ・デル・ラツィオ
ジロ・デル・ラツィオ（Giro del Lazio）は、イタリア、ラツィオ州を舞台に行われる、自転車競技、ロードレースのワンデイレースの名称。例年8月上旬に行われてきた。2005年より、UCIヨーロッパツアー1.HCにランクされていたが、2010年シーズンは1.1に格下げされた。しかし、2009年から2012年は中止となった。2013年からローマ・マキシマ（Roma Maxima）という大会名称で編成されている。
組織上の問題のため、2015年以降は開催されていない。

## 歴代優勝者
| 年   | 優勝者                             |
| ---- | ---------------------------------- |
| 1933 | ジョヴァンニ・ヴァレッティ         |
| 1934 | レナト・スコルティカーリ           |
| 1935 | ジュゼッペ・マルターノ             |
| 1936 | リナルド・ジェリーニ               |
| 1937 | ジーノ・バルタリ                   |
| 1938 | チェザーレ・デル・カンチラ         |
| 1939 | マリオ・ヴィチーニ                 |
| 1940 | 中止                               |
| 1941 | アドルフォ・レオーニ               |
| 1942 | オスヴァルド・バイーロ             |
| 1943 | キリーノ・トッカチェリ             |
| 1944 | 中止                               |
| 1945 | ツォアリーノ・ギディ               |
| 1946 | 中止                               |
| 1947 | ミケーレ・モッタ                   |
| 1948 | ピエトロ・ジュディーチ             |
| 1949 | アンニバーレ・ブラゾーラ           |
| 1950 | 中止                               |
| 1951 | フィオレンツォ・マーニ             |
| 1952 | ダンテ・リヴォーラ                 |
| 1953 | ジョルジョ・アルバーニ             |
| 1954 | アンジェロ・コンテルノ             |
| 1955 | ロレット・ペトルッチ               |
| 1956 | フィオレンツォ・マーニ             |
| 1957 | エルコーレ・バルディーニ           |
| 1958 | ニーノ・デフィリッピス             |
| 1959 | ディエゴ・ロンキーニ               |
| 1960 | ジュゼッペ・ファッラリーニ         |
| 1961 | ブルーノ・メアッリ                 |
| 1962 | ニーノ・デフィリッピス             |
| 1963 | アドリアーノ・ドゥランテ           |
| 1964 | ブルーノ・メアッリ                 |
| 1965 | フランコ・ビトッシ                 |
| 1966 | ミケーレ・ダンチェッリ             |
| 1967 | フェリーチェ・ジモンディ           |
| 1968 | ジャンカルロ・ポリドーリ           |
| 1969 | フラヴィアーノ・ヴィチェンティーニ |
| 1970 | ミケーレ・ダンチェッリ             |
| 1971 | フランコ・モーリ                   |
| 1972 | マルティン・ファンデンボスヘ       |
| 1973 | ジョヴァンニ・バッタリン           |
| 1974 | ロベルト・ポッジアーリ             |

| 年        | 優勝者                           |
| --------- | -------------------------------- |
| 1975      | ロジェ・デフラミンク             |
| 1976      | ロジェ・デフラミンク             |
| 1977      | フランチェスコ・モゼール         |
| 1978      | フランチェスコ・モゼール         |
| 1979      | シルヴァーノ・コンティーニ       |
| 1980      | ベルント・ヨハンソン             |
| 1981      | ジャンバッティスタ・バロンケッリ |
| 1982      | ダグエリック・ペダーセン         |
| 1983      | シルヴァーノ・コンティーニ       |
| 1984      | フランチェスコ・モゼール         |
| 1985      | ブルーノ・レアリ                 |
| 1986      | ウルス・ツィマーマン             |
| 1987      | ロベルト・パニン                 |
| 1988      | シャルリー・モテ                 |
| 1989      | シャルリー・モテ                 |
| 1990      | マウリツィオ・フォンドリエスト   |
| 1991      | アンドレア・タフィ               |
| 1992      | ジャンニ・ブーニョ               |
| 1993      | パスカル・リシャール             |
| 1994      | マウリツィオ・フォンドリエスト   |
| 1995      | パスカル・リシャール             |
| 1996      | アンドレア・タフィ               |
| 1997      | アレッサンドロ・バロンティ       |
| 1998      | アンドレア・タフィ               |
| 1999      | セルジョ・バルベーロ             |
| 2000      | マキシミリアン・シャンドリ       |
| 2001      | マッシモ・ドナティ               |
| 2002      | パオロ・ベッティーニ             |
| 2003      | ミケーレ・バルトーニ             |
| 2004      | フアン・アントニオ・フレチャ     |
| 2005      | フィリッポ・ポッツァート         |
| 2006      | ジュリアーノ・フィゲラス         |
| 2007      | ガブリエーレ・ボジージオ         |
| 2008      | フランチェスコ・マシャレッリ     |
| 2009-2012 | 中止                             |
| 2013      | ブレル・カドリ                   |
| 2014      | アレハンドロ・バルベルデ         |